# (5368) Vitagliano
(5368) Vitagliano (1984 SW5) – planetoida z grupy pasa głównego asteroid okrążająca Słońce w ciągu 7,89 lat w średniej odległości 3,96 j.a. Odkryta 21 września 1984 roku.